# Patriotismo

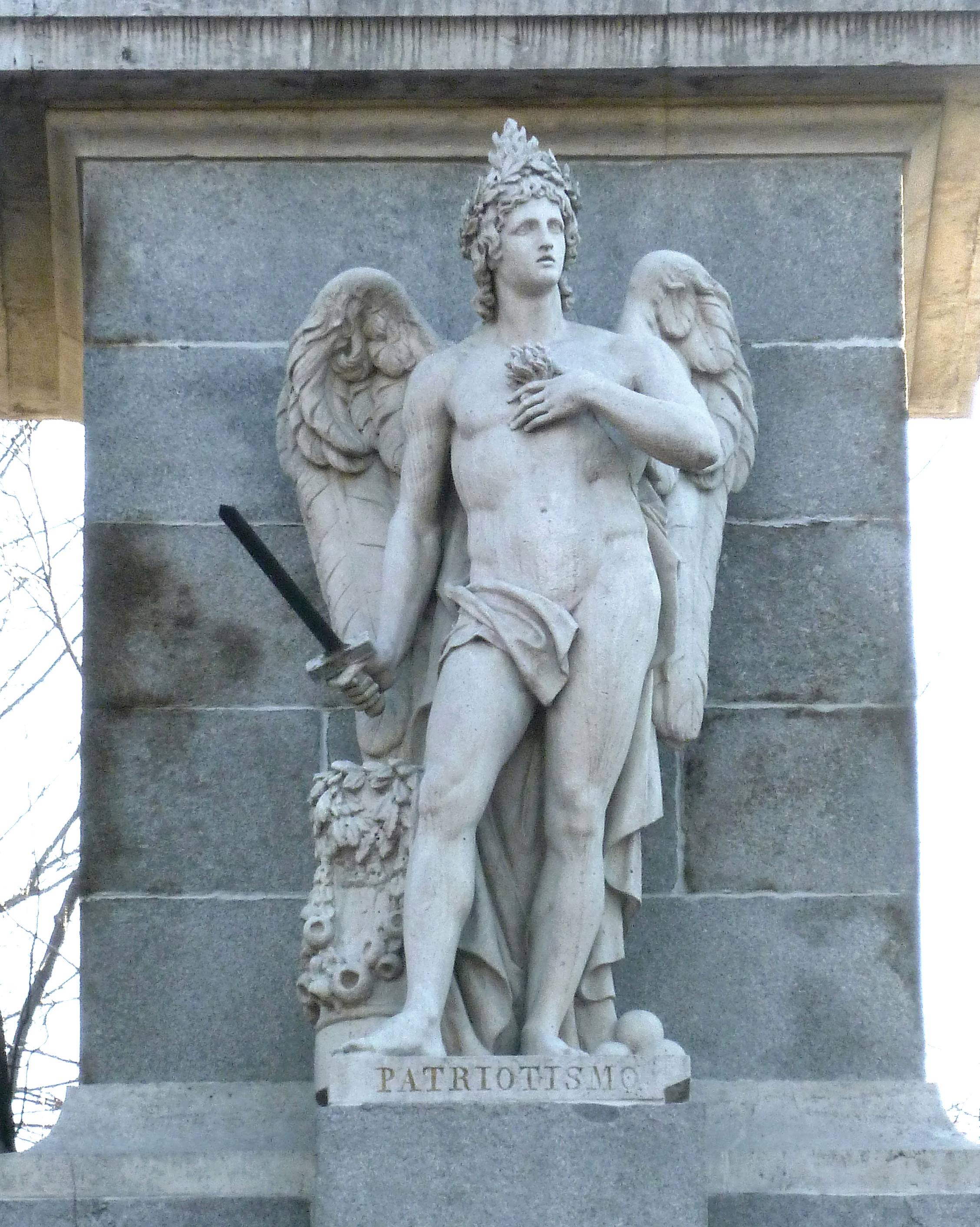
Alegoría del Patriotismo (F. Pérez) en el Monumento a los Héroes del Dos de Mayo de Madrid (España).

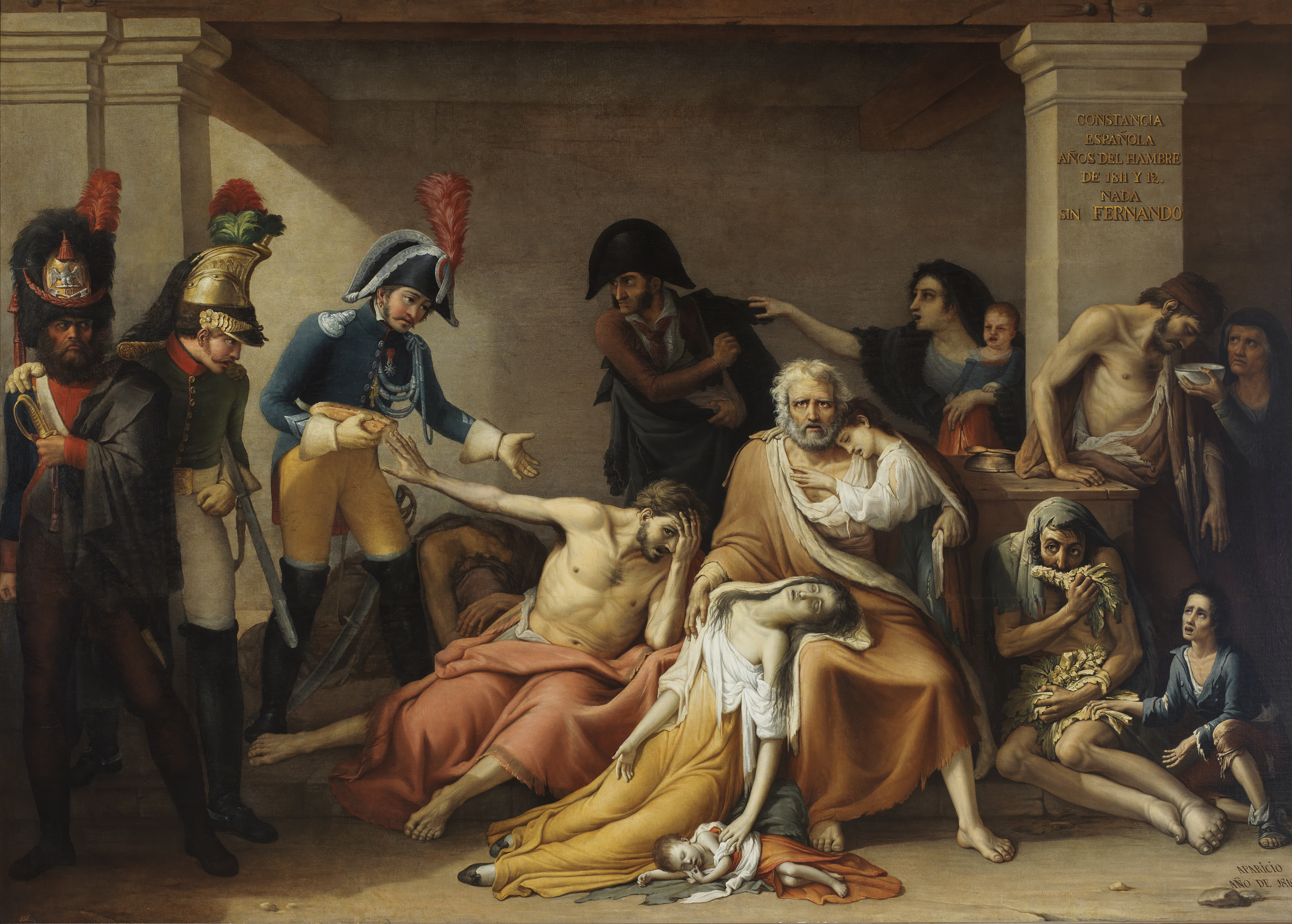
El hambre en Madrid, 1818, de José Aparicio. La obra representa el hambre padecida por los ciudadanos de Madrid durante la ocupación napoleónica, en concreto a un grupo de civiles rechazando la ayuda de los soldados invasores.

El patriotismo es un pensamiento que vincula a un individuo con su patria. Es el sentimiento que tiene un ser humano por la tierra natal o adoptiva a la que se siente ligado por unos determinados valores, afectos, cultura e historia. No se debe confundir con otras posturas: La exaltación desmesurada de lo nacional frente a lo extranjero es denominado chovinismo; mientras que otros términos relacionados son jingoísta (que propugna la agresión a otras naciones) y patriotero (exaltación inoportuna de sentimientos patrios).

## El patriotismo en la Edad Moderna (siglos XVI-XVIII): el patriotismo «antiguo» o no nacionalista
Según Xavier Torres, «el patriotismo de la Europa moderna —que él denomina patriotismo «antiguo» o no nacionalista— tenía que ver más bien con la res publica, su estructura constitucional, y los privilegios o las libertades corporativas de la misma antes que con cualquier género de etnicismo o reivindicación política de ciertos rasgos ―o agravios― de índole cultural. (…) El auge del patriotismo en la Europa moderna resulta mucho más inteligible en términos de oposición política antes que como un precoz despertar étnico». Así por ejemplo, según este mismo historiador, la razón de ser del patriotismo catalán de los siglos XVI y XVII «no estribaba en una lengua o una cultura distintivas, ni mucho menos en la reivindicación de cualquier género de concordancia entre el estado y la nación, a la manera del nacionalismo contemporáneo; sino en la defensa de unos privilegios o derechos colectivos, forzosamente estamentales o desigualmente adjudicados, pero que fijaban, a su vez, el estatuto, por no decir el lugar, de la provincia catalana en el seno de aquella Monarquía hispánica o 'multiprovincial' de la Casa de Austria».
En principio este patriotismo «antiguo» era equivalente a dinasticismo, entendido este, en palabras de Xavier Torres, «como un sentimiento de lealtad, adhesión e incluso devoción (en la acepción sacra del término) a un monarca y a su (muy a menudo) augusta dinastía». «En cualquier caso ―continua diciendo Xavier Torres― el dinasticismo fue siempre un vínculo de lealtad personal; una manifestación de la fidelidad, si no afición, hacia la persona real o imperial». Esa lealtad y devoción no se circunscribía a los miembros de la realeza sino que se extendía «a todo un complejo político que abrazaba inextricablemente personas, objetos, símbolos o mitos, y poderes». Así por ejemplo «en la Europa moderna ser austríaco significaba más que nada pertenecer a la Casa de Austria; una forma, pues, de lealtad dinástica antes que una adscripción territorial o nacional».
La lealtad dinástica era esencial especialmente en las monarquías compuestas como la Monarquía Hispánica, pues no existía «otro nexo político común entre las diferentes provincias». Así pues, «la lealtad a un mismo rey (y con frecuencia a una misma religión, que por lo general encarnaba asimismo el monarca) era, en efecto, el único lazo susceptible de mantener unidas las distintas partes del conjunto». El dinasticismo (con la identificación entre rey y patria) no era exclusivo de las élites sino que se extendía por todas las capas de la sociedad, especialmente en las ciudades. Así se refleja, por ejemplo, en las memorias de Miquel Parets, un artesano de Barcelona de comienzos del siglo XVII, en las que escribió que Felipe IV y su hermano el cardenal-infante Fernando eran el «sol y resplandor de la inextinguible… Cathòlica, Cesàrea, Imperial, Real y sempre Augusta Casa de Austria», para escribir más adelante que todos los habitantes de Barcelona (y él a la cabeza) estaban dispuestos a servir al rey hasta dar sus propias vidas por la patria. En el Sermó de Sant Jordi del año 1639 se decía: «Todas tus saetas, ò Cataluña fidelísima, darán en los coraçones de los enemigos de tu Rey… Para tu Rey son las empresas gloriosas, para tu Rey son los riesgos de tantas vidas, para tu Rey son los acrecentamientos de Su Corona, para que seas, como siempre, tenida de tu Rey por el Principado más fiel, y más leal de toda su Monarquía…». Ya en plena revuelta de Cataluña un partidario de Felipe IV escribía: el príncipe «no sólo es tutor, cabeça, pastor y esposo de la patria, sino una misma cosa con ella». Otro decía: «en las Monarquías y Reinos, el buen vasallo no nace en su patria, sino en el corazón de su Rey y a él ha de ir todo su amor». Un tercero afirmaba: «en las provincias leales los términos [de] Rey y Patria han de ser unívocos».
Pero cuando se producía un conflicto con el monarca, «el patriotismo podía llegar a convertirse en un auténtico lenguaje de oposición política, socavando o desplazando el dinasticismo más robusto y sedimentado inclusive». Eso fue lo que sucedió en Cataluña, por ejemplo. «En cuestión de unos pocos meses, el lenguaje político de la revuelta catalana se desplazó gradualmente desde las nociones de “defensa natural” o “defensa de la vida” ―así como de las fórmulas que enfatizaban la "defensa de las constitucions" y los contratos “inmemoriales”― al vocabulario patriótico o de la “defensa de la patria”».
«En la Cataluña moderna ser o devenir catalán significaba, ante todo, vivir bajo la jurisdicción de unas leyes de ámbito catalán, así como gozar de las mismas, por supuesto. Tal como se enfatizaba en las correspondientes solicitudes coetáneas de naturalizaciones catalanas, si algunos extranjeros querían ser considerados catalanes, ello era a fin de poder “disfrutar” de “todos aquellos privilegios y gracias de que se alegran aquellos que son catalanes naturales”; o bien, a fin de compartir aquellas “prerrogativas, privilegios e inmunidades que muchos catalanes gozan”. La verdadera diferencia, pues, entre los catalanes y los habitantes de cualesquiera otros países y provincias de la Monarquía Hispánica no era, después de todo, la lengua o cualquier rasgo “protonacionalista”; ni siquiera un supuestamente distintivo “humor” [carácter] catalán. La identidad catalana de la época moderna tenía su anclaje más firme en el derecho vigente en el Principado ―las leyes o constitucions― antes que en las peculiaridades étnicas de la “nación”». Así, el verdadero «patriota» catalán (aunque el término más usado durante la sublevación de 1640 fue el de «patricio») era el que estaba dispuesto a morir en defensa de las leyes o ‘’constitucions’’ catalanas.

### Aparición y evolución del término «patriota» en sentido político
La palabra «patriota» fue utilizada por primera vez en sentido político —más allá del sentido originario de paisano, del mismo país— por los rebeldes corsos en su levantamiento iniciado en 1729 contra la República de Génova —«patriota» sería aquel que ama tanto a su país que está dispuesto a morir por él—. Su nuevo uso fue difundido en Europa y en América por los ilustrados. Uno de los propagadores del nuevo sentido del término fue el escocés James Boswell quien en 1768 publicó un libro de su viaje a Córcega en el que hablaba del líder corso Pasquale Paoli, Il babbu di a patria ('el padre de la patria'). Por esas mismas fechas los colonos norteamericanos contrarios a la Corona británica y partidarios de la independencia se autodefinieron como «patriotas» (patriots), con lo que el término para ellos como para los corsos fue sinónimo de separatista. Después se llamaron a sí mismos «patriotas» los revolucionarios franceses de 1789.

## El patriotismo en la Edad Contemporánea (siglosXIX-XXI)

### Patriotismo y nacionalismo
En la Edad Contemporánea, y especialmente en el siglo XX, varios autores han diferenciado entre patriotismo y nacionalismo dando al primer término un valor positivo y un valor negativo al segundo. Esta fue la posición, por ejemplo, del escritor británico George Orwell que escribió en 1945, nada más acabada la Segunda Guerra Mundial: el «nacionalismo no debe ser confundido con el patriotismo. Entiendo por patriotismo la devoción por un lugar determinado y por una particular forma de vida... que no se quiere imponer...; contrariamente, el nacionalismo es inseparable de la ambición de poder». Unos años antes, en 1928, el historiador español Rafael Altamira, tras afirmar que su obra había tenido desde hacía años «un marcado sentido patriótico» («quiero decir que he estudiado y expuesto con gran frecuencia temas referentes a las vindicaciones de nuestra historia y nuestros valores actuales, al problema espiritual de nuestra unidad y al de la educación necesaria para formar ciudadanos españoles»), decía que ser patriota no quería decir ser nacionalista, «ni en lo agresivo de esta política, por lo que se refiere a las relaciones internacionales, ni en su inclinación retrógrada en punto a la identidad y tipo de vida de una nación determinada».
Sin embargo, el historiador español Xosé M. Núñez Seixas los considera prácticamente sinónimos «si definimos nacionalismo como la ideología y el movimiento sociopolítico que defiende y asume que un colectivo territorial definido es una nación, y por tanto depositario de derechos políticos colectivos que lo convierten en sujeto de soberanía, independientemente de los criterios (cívicos, étnicos o una mezcla de ambos) que definan quiénes son los miembros de pleno derecho de ese colectivo». Según Núñez Seixas, la consideración peyorativa del nacionalismo que lleva a diferenciarlo del patriotismo y que provoca que muchos nacionalistas rehúyan considerarse como tales procede de la identificación del nacionalismo «con exaltación de la concepción orgánico-historicista, etnicista y esencialista de la comunidad política frente al concepto cívico de la nación de ciudadanos».

### Génesis del patriotismo en Hispanoamérica
Los primeros movimientos patriotas aparecen en las colonias americanas después de la invasión de Napoleón a España en 1808. Napoléon apresó a Carlos IV y Fernando VII, instalando en el trono a su hermano José Bonaparte. El pueblo español se levantó en rebelión y en cada pueblo se organizó una Junta de Gobierno (desaparecido el rey, el poder volvía al pueblo). Las juntas se unieron en un Consejo de Regencia, que convocó a una Asamblea Nacional o Cortes de Cádiz, en la cual cada región incluyendo las posesiones de América, debían enviar diputados representativos. Los criollos, basándose en que el papa había concedido las tierras americanas a los Reyes Católicos y sus sucesores, y no a España o los españoles, se negaron a enviar diputados a Cádiz, y exigieron a través del Cabildo la formación de juntas de gobierno propias.
- 10 de agosto de 1809, se crea la junta de gobierno de Quito (sofocada)
- 19 de abril de 1810, se crea la junta de gobierno de Caracas
- 22 de mayo de 1810, se crea la junta de gobierno de Cartagena de Indias
- 25 de mayo de 1810, se crea la junta de gobierno de Buenos Aires
- 3 de julio de 1810, se crea la junta de gobierno de Santiago de Cali
- 4 de julio de 1810, se crea la junta de gobierno de  Nueva Pamplona
- 20 de julio de 1810, se crea la junta de gobierno de Santa Fe de Bogotá
- 2 de agosto de 1810, nuevamente se crea la junta de gobierno en Quito
- 16 de septiembre de 1810, se crea la junta de gobierno de México
- 18 de septiembre de 1810, se crea la junta de gobierno de Santiago de Chile
- 15 de mayo de 1811, se crea la junta de gobierno de Paraguay
- 3 de agosto de 1814, se crea la junta de gobierno del Cuzco
- 15 de septiembre de 1821 se crea la junta de gobierno en Guatemala

### El patriotismo hoy

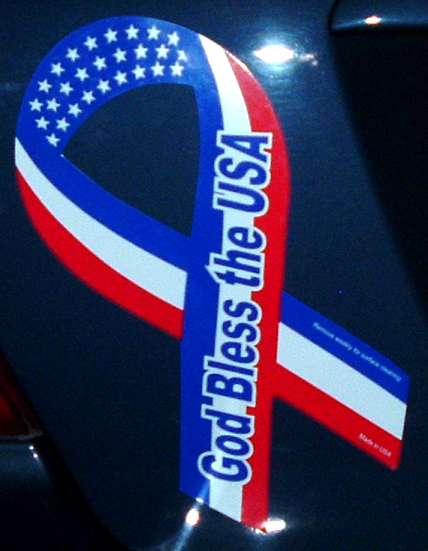
Imán patriótico de los Estados Unidos de América.

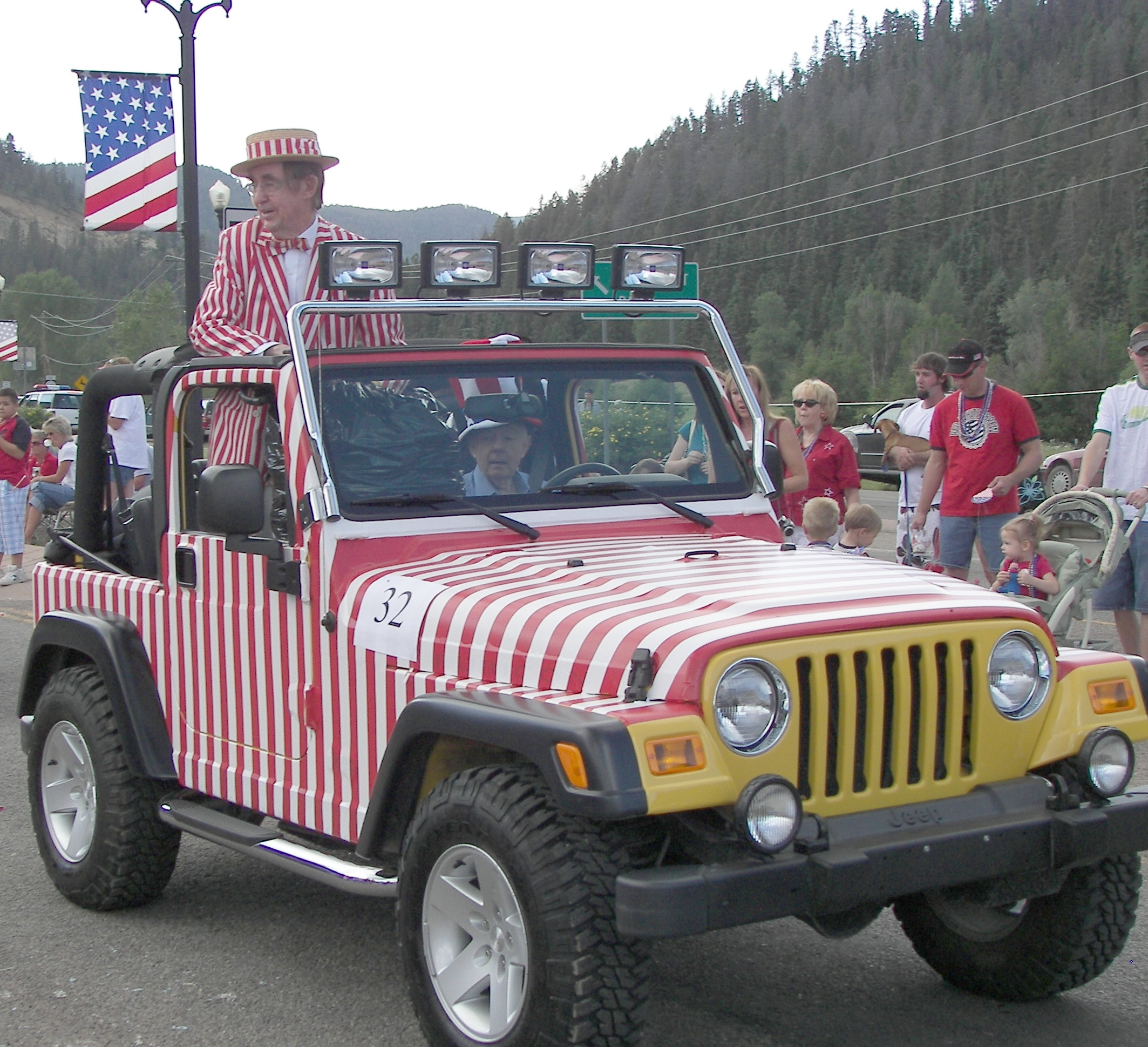
Expresiones de patriotismo en los Estados Unidos de América.

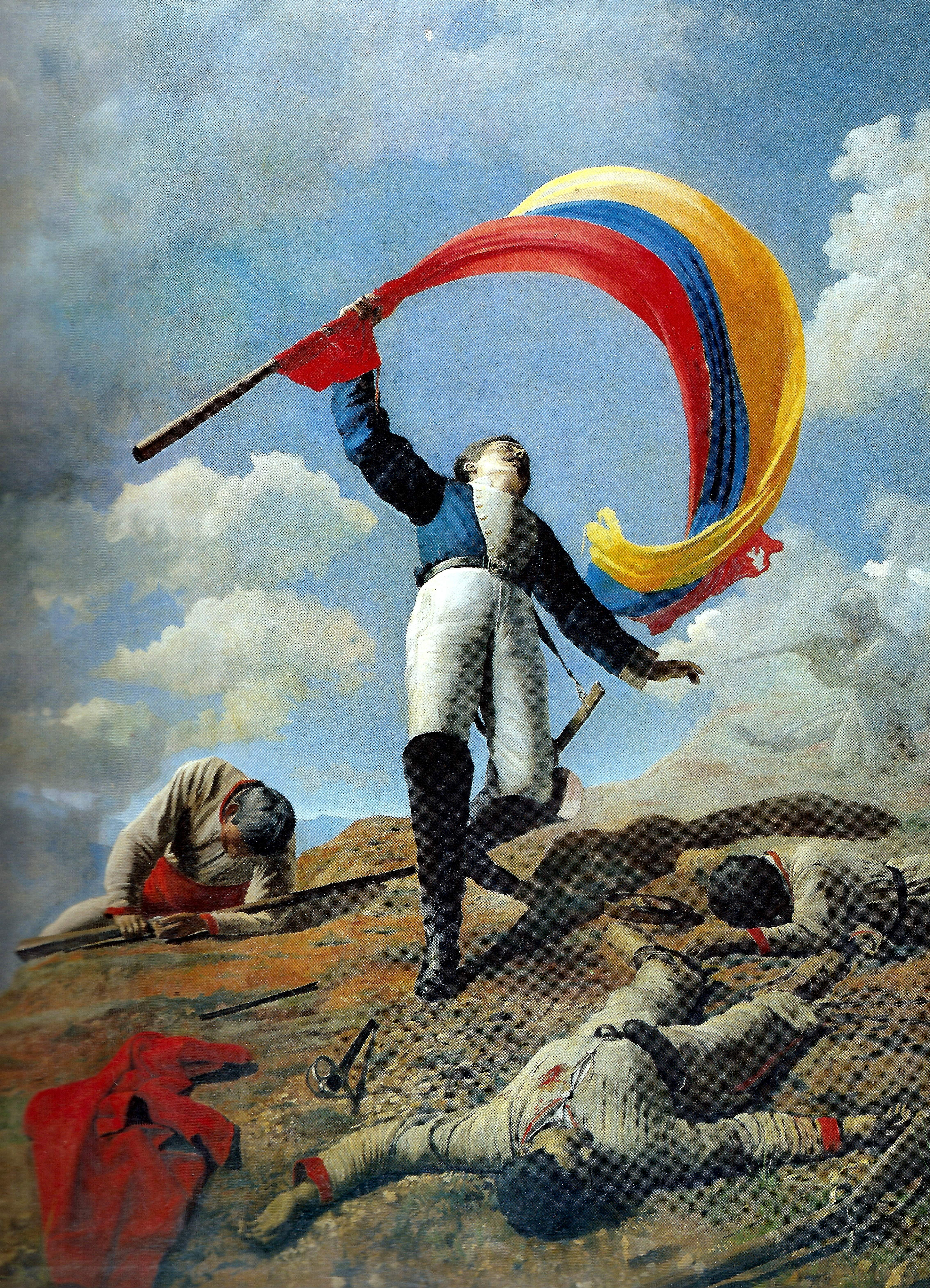
(Muerte de Atanasio Girardot). "El patriotismo es la disposición de matar y dejarse matar por razones triviales" (Bertrand Russell).

Las acciones llamadas patrióticas son acciones que sirven para mostrar el amor que tiene uno hacia su país. Para algunos, el ejemplo más es el de morir en el campo de batalla. Para otros existen otros ejemplos menos extremos, como desplegar la bandera nacional, cantar el himno o defender o apoyar al país al que pertenece uno por otros medios.
En muchos países, el patriotismo es visto por muchos como un valor importante [cita requerida], por ejemplo, en las escuelas de Estados Unidos, es costumbre que los niños reciten cada día el Juramento de Lealtad a su bandera, en Paraguay de igual manera; en Argentina, los colegios forman a sus alumnos para cantar el Himno Nacional de Argentina, etc. En España, el 83,5% (enlace roto disponible en Internet Archive; véase el historial, la primera versión y la última). de los españoles se consideran orgullosos o muy orgullosos de serlo.
Según la encuesta CIS de diciembre de 2005. Mientras que en Perú, el 98% de encuestados en Lima y El Callao están orgullosos de ser peruanos. En muchas partes de Europa, no obstante, mostrar banderas u otros símbolos considerados patrióticos está mal visto por algunas personas que lo consideran jingoísta, poco culto, e incluso en ciertos países, racista.

### Visiones adversas al patriotismo en la actualidad
Sus detractores afirman que si el patriotismo como sentimiento no existiese, se podrían evitar muchos de los actuales problemas de convivencia social, como son la integración forzada, el asesinato, la xenofobia, el racismo,  el genocidio, la extinción y las guerras. Suele ir acompañado de la destrucción o el expolio de los bienes de los considerados enemigo: casas, tiendas, centros religiosos, etc. El término ha sido usado históricamente para justificar actos de violencia indiscriminada, sean espontáneos o premeditados. La persecución entre seres humanos va mucho más allá de estar dirigida a grupos étnicos, políticos o religiosos. Cualquier diferencia identificable en apariencia o comportamiento puede servir de base a la persecución.
Los detractores del patriotismo ven en este, una forma de persuasión de las masas iletradas. Les resulta un razonamiento falso o paralógico, una falacia de tipo etnocéntrico o de ídola fori. En retórica, pues, sirven para persuadir con sentimientos en vez de con razones a quienes se convencen más con aquellos que con estos, utilizada frecuentemente por políticos y caudillos, no siempre para bien; esto dio lugar a que el doctor Samuel Johnson lo definiera como «el último refugio de los cobardes», confundiéndolo con el sinónimo despectivo patrioterismo.
Algunos piensan que los patriotas, muchas veces peyorativamente denominados «salvapatrias», a menudo son administradores del control social, no dudando en arrollar las libertades sociales de sus conciudadanos. Como perseguidores no sienten que haya nada malo en sus acciones o lo racionalizan como de escasa importancia o temporal si lo comparan al fin que buscan, contrarrestar lo que consideran una mayor y más seria amenaza. El fin justifica los medios en sus actos. Como en otros comportamientos de agresor y víctima, el agresor culpa a la víctima de la agresión. La justificación más común es que buscan protegerse a sí mismos, a sus familias y a la sociedad de lo que ellos perciben como peligrosa influencia del grupo perseguido. Existen ideologías opuestas al patriotismo, con diferentes nombres: globalización, internacionalismo o mundialismo.